# Szkolne Wieści
Szkolne Wieści – Pismo Przyjaciół Oświaty – dwumiesięcznik Wojewódzkiego Ośrodka Doskonalenia Nauczycieli w Sieradzu, założony w 1991 roku. 
Inicjatorem utworzenia tytułu i wieloletnim redaktorem naczelnym był dr Andrzej Dyło. Przez kilka numerów kierował „Szkolnymi Wieściami” Marek Durda. Redaktorem naczelnym od 89 numeru (z III–IV 2007 roku) był Mirosław Pisarkiewicz. Składu komputerowego większości numerów dokonał Andrzej Leśniewski. Czasopismo ukazywało się w objętości 32 stron formatu A4. Było drukowane w Intrografie w Łasku. „Szkolne Wieści” były periodykiem oświatowym, zamieszczającym prócz scenariuszy lekcji także materiały z współczesności i dziejów oświaty siedmiu powiatów, związanych z Sieradzem. Po ukazaniu się 106 numeru czasopisma w październiku 2010 r. „Szkolne Wieści” zostały zawieszone. 
W 2007 roku, z okazji 15-lecia czasopisma, na łamach „Zeszytów Prasoznawczych” nr 1/2(189/190) z 2007, wydawanych przez Ośrodek Badań Prasoznawczych Uniwersytetu Jagiellońskiego ukazał się artykuł monograficzny prezentujący „Szkolne Wieści” w latach 1991–2006.